# Robert Waseige
Robert Waseige (Rocourt, 26 agosto 1939 – Liegi, 17 luglio 2019) è stato un allenatore di calcio e calciatore belga, di ruolo difensore.

## Carriera

### Giocatore
Robert Waseige ha iniziato la carriera da calciatore per il Royal Football Club de Liège nel 1959. Dopo quattro anni passa al Racing White, dove resta fino al 1970, quando passa al Genk, dove chiude la carriera dopo tre anni.

### Allenatore
Ritiratosi dal calcio giocato nel 1973, Robert aveva già due anni di esperienza da allenatore, essendo, dal 1971, oltre che a giocatore, anche allenatore del Winterslag, dove rimane per altri tre anni. Passa poi allo Standard Liegi e, nel 1979, torna al Winterslag per altri due anni. Allena poi Lokeren, Royal Football Club de Liège, vincendo la coppa del Belgio, Charleroi e Sporting Lisbona. Nel 1999 diventa CT della Nazionale Belga, con cui partecipa agli Europei 2000 (eliminato al primo turno) e ai Mondiali 2002 (eliminato agli ottavi di finale). Dopo di questi lascerà la Nazionale.
Torna quindi allo Standard Liegi, poi torna in Nazionale, questa volta, però, allena quella algerina. Nel 2005 ha un'ultima esperienza con l'F.C. Brussels.
Ha anche lavorato come commentatore per un'emittente belga: la Be TV.

## Palmarès

### Allenatore
- Coppa del Belgio: 2

Liegi: 1989-1990
Standard Liegi: 1992-1993